# プロト・マレー
プロト・マレー（Proto-Malay）は、マレー半島やマレー諸島に住む民族。オランアスリの一つ。紀元前2500年前～1500年前にかけての長期間の移動で、アジア大陸内陸部からマレー半島やマレー諸島にやってきた。あるモデルでは、2波あるマレー語話者の移住のうちの最初の波とされる。プロトマレーは現代のマレー人やインドネシア人の祖先である。
プロト・マレーは農耕技術と同時に、海洋学と卓越した漁の知識を持つ船乗りであると考えられている。長年にわたって、プロトマレーは多くの場所に入植し、その結果隣接するようになったオランアスリ部族（セマン族やセノイ族）との文化接触・融合や婚姻関係によって、多くの文化や信仰を彼らから取り入れた。

## 遺伝子
プロトマレーの遺伝子は出アフリカ後に南ルート（イラン→インド→東南アジア）をとったものと、北ルート（イラン→アルタイ山脈→東アジア→東南アジア）をとったものが混在している。例えばテムアン族では出アフリカ後に南ルート（イラン→インド→東南アジア）をとったmtDNAハプログループM21、M22、N21、N22が合わせて54%、北ルート（イラン→アルタイ山脈→東アジア→東南アジア）をとったmtDNAハプログループN9a、B*、R9bが合わせて42%みられる。